# Kōnstantinos Dīmou
Kōnstantinos Dīmou (in greco Κωνσταντίνος Δήμου?; Arta, 26 dicembre 1936 – 22 aprile 2025) è stato un arbitro di pallacanestro greco, membro del FIBA Hall of Fame dal 2010.

## Carriera
Ha arbitrato in due edizioni dei Giochi olimpici: Monaco 1972 e Mosca 1980; nel 1980 ha diretto la finale del torneo femminile Stati Uniti-Unione Sovietica. Ha inoltre arbitrato sei edizioni degli Europei, quattro degli Europei femminili, il Mondiale 1967, quattro finali della Coppa delle Coppe, una finale della Coppa dei Campioni, tre finali della Coppa Intercontinentale.